# Sin cuartel

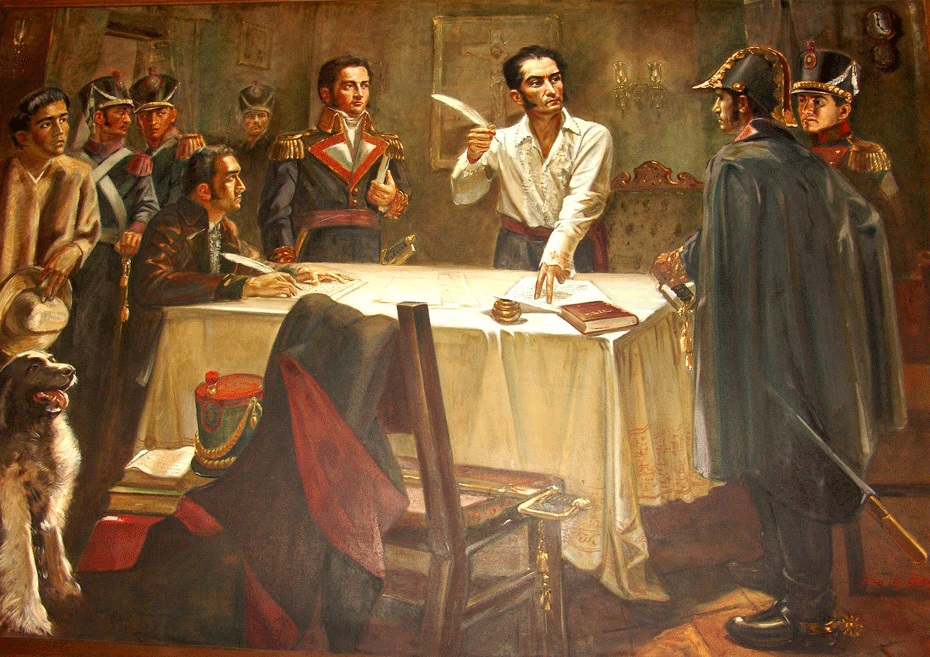
Simón Bolívar firmando el Decreto de guerra a muerte

Una lucha sin cuartel o sin prisioneros ocurre cuando el vencedor no muestra clemencia ni piedad y se niega a perdonarle la vida al vencido a cambio de una rendición incondicional (entrega sin condiciones del oponente vencido). Va en contra del derecho internacional humanitario moderno declarar que no se harán prisioneros.
En el pasado, durante un asedio, se aceptaba que si a una guarnición enemiga se le ofrecía la oportunidad de una rendición incondicional y no aceptaba estos términos, entonces si el atacante posteriormente capturaba a miembros de la guarnición, de acuerdo con las leyes de guerra habituales en ese momento, al no haber aceptado la rendición incondicional el atacante podía elegir entre hacerles prisioneros o matarlos.
En el pasado, en algunas circunstancias, las fuerzas opuestas manifestaban su intención de no ceder utilizando una bandera; sin embargo, el uso de una bandera roja para indicar «sin cuartel» no parece haber sido aceptado universalmente entre los combatientes.

## Etimología
El modo de «luchar sin cuartel» viene del antiguo lenguaje militar. Durante los enfrentamientos, un bando que perdía tenía la oportunidad de retirarse a cambio de una pequeña suma de dinero llamada «cuartel». Si no aceptaba la rendición de, obligaba el oponente a luchar hasta la muerte. Igualmente conocido es el dicho «no da cuartel», que significa no dar respiro a alguien, o llevar a cabo una iniciativa con crueldad.
La frase puede provenir también de cuando el comandante de un ejército victorioso no aceptaba cuartel, en el sentido de acoger combatientes enemigos capturados, por tanto, al no aceptar ningún prisionero, todos los enemigos vencidos debían morir. 
Otro origen propuesto por el Oxford English Dictionary es que el término «barrio» puede significar ‘relaciones con el otro’, en este caso «no cuartel» implica la negación de un acuerdo (una relación) con el enemigo que se quiere rendir.

## Historia

Bandera de sangre

En el siglo XVII, la guerra de sitio era un arte exacto, cuyas reglas eran tan bien entendidas que apostar por el resultado y la duración de un sitio se convirtió en una locura popular; la entonces enorme cantidad de 200 000 libras se llegó a apostar por el resultado del segundo asedio de Limerick en 1691. El honor profesional exigía una defensa, pero si se rendían una vez se había hecho «una brecha practicable», se les daba «cuartel» a las guarniciones. Se hacía «batiendo la chamade» (llamada con tambores y cornetas); si lo aceptaban, se les dejaba mantener sus armas y recibían un salvoconducto hasta el territorio amigo más cercano. Si una guarnición continuaba la defensa más allá de este punto, ya no se aplicaba esta concesión, quedando por tanto, «sin cuartel»; entonces los vencedores del sitio tenían «permitido» saquear la ciudad, y a menudo mataban a toda la guarnición.
La chamade o llamada era un cierto golpe de tambor, o sonido de trompeta, que se dirigía al enemigo como una especie de señal, para informarles de alguna proposición que debía hacerse al comandante; o bien capitular, permiso para enterrar a sus muertos, hacer una tregua.

El tradicional Jolly Roger de la piratería

En algunas circunstancias, las fuerzas opuestas manifestarían su intención de no dar cuartel utilizando una bandera roja. Sin embargo, el uso de una bandera roja para señalizar sin cuarto no estuvo universalmente aceptada entre los combatientes.
Se han utilizado banderas negras para indicar que se daba cuartel si la rendición era rápida; el ejemplo más conocido es el Jolly Roger utilizado por los piratas para intimidar a una tripulación con el objetivo de que se rindiera. Con un cuarto prometedor, los piratas evitaron batallas navales costosas y peligrosas que podrían dejar a los dos barcos parales y decenas de tripulantes muertos o incapacitados. Otros incluyen durante la Rebelión de Taiping de 1850 a 1864, así como por unidades irregulares del Ejército Confederado en la Guerra Civil de los Estados Unidos. En Tippermuir en 1644, los covenantes escoceses utilizaron el grito de guerra Jesus, and no quarter (‘Jesús, y sin cuartel’), significando que no harían prisioneros.

## Derecho internacional humanitario
Según el derecho internacional humanitario, está especialmente prohibido … declaró que no se dará cuartel. Esto se estableció en virtud del artículo 23 (d) de la Convención de La Haya de 1907 IV - Las leyes y costumbres de la guerra terrestre. Desde la sentencia sobre la ley relativa a los crímenes de guerra y crímenes contra la humanidad en los juicios de Núremberg en octubre de 1946, la Convención de La Haya de 1907, incluida la prohibición explícita de declarar que no se dará cuartel, se considera que forma parte de las leyes consuetudinarias de guerra y que son vinculantes para todas las partes en un conflicto armado internacional.